# Christina O (schip, 1943)

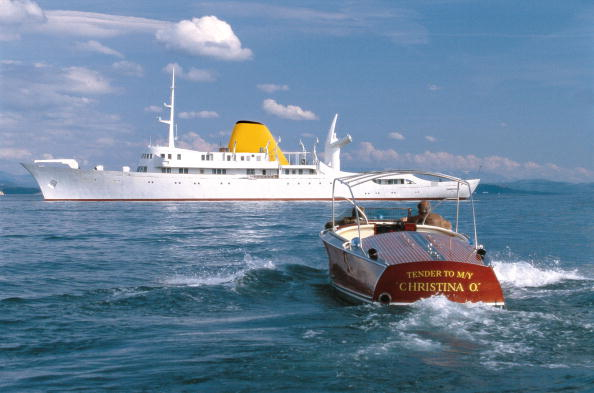
De Christina O

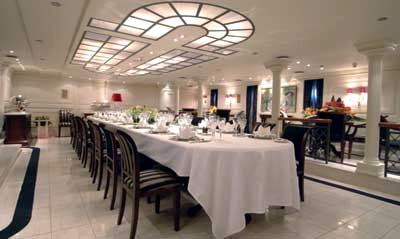
De dinerzaal

De Christina O is een luxe jacht van 99 meter lengte. In 2013 was het de op dertig na het grootste jacht ter wereld.

## Geschiedenis
Het schip was oorspronkelijk een Canadees oorlogsschip, van het type River-class frigate en werd op 14 juli 1943 te water gelaten onder de naam HMCS Stormont. Het werd ingezet in de slag om de Atlantische Oceaan en tijdens Operatie Overlord (de landing in Normandië).
Na de Tweede Wereldoorlog werd het schip overbodig verklaard. De Griekse scheepsmagnaat Aristoteles Onassis kocht het schip in 1947 voor 34.000 dollar en spendeerde vervolgens vier miljoen om het te laten verbouwen. Hij vernoemde het in 1954 naar zijn dochter Christina Onassis. Na de dood van Aristoteles Onassis doneerde zijn dochter het schip aan de Griekse overheid en werd het het presidentiële jacht met de naam Argo. In 1998 kocht John Paul Papanicolaou het schip en hernoemde het de Christina O. Sinds zijn dood, in 2012 is de Christina O een jacht dat gehuurd kan worden, inclusief bemanning.

## Faciliteiten
De Christina O heeft één mastersuite en achttien gewone suites. De verschillende dekken worden met elkaar verbonden door een wenteltrap. Achter op het jacht is een zwembad waarvan de bodem omhoog kan komen om als dansvloer te dienen. Het schip beschikt ook over een helikopterplatform.